# Майкъл Кремър
Майкъл Робърт Кремър (на английски: Michael Robert Kremer) е американски икономист.

## Биография
Роден е на 12 ноември 1964 година в Ню Йорк в еврейско семейство. През 1985 година завършва обществени науки в Харвардски университет, след което е сред основателите и ръководител на неправителствената организация „УърлдТийч“, която изпраща доброволци като учители в развиващите се страни. През 1992 година защитава докторат по икономика в Харвардския университет и става преподавател по икономика в Масачузетския технически институт (1993 – 1999) и в Харвардския университет (от 1999 година). Работи главно в областта на икономиката на развитието.
През 2019 година Майкъл Кремър, заедно със съпрузите Естер Дюфло и Абхиджит Банерджи, получава Нобелова награда за икономика „за техния експериментален подход към облекчаването на глобалната бедност“.